# 丹巴達爾齊
丹巴达尔齐（1893年—1945年），汉名单拱震，蒙古族，哲里木盟科尔沁左翼前旗（今內蒙古通遼和遼寧瀋陽一帶）人。中华民国大陸時期内蒙古军事及政治人物，末任扎萨克冰图郡王。

## 生平
清光绪十九年（1893年），丹巴达尔齐出生于科左前旗王府。他是扎萨克冰图郡王棍楚克苏隆的弟弟。光緖二十四年（1898年），他进入“奉天蒙文学堂”读书。1912年，棍楚克苏隆出走外蒙古，之后丹巴达尔齐署科尔沁左翼前旗札萨克职。接任第十三代冰图王后，他迁居北京东城石坊院，与京剧演员梅兰芳成為鄰居。
民國2年（1913年），丹巴达尔齐获三等嘉禾章。同年，科尔沁左翼前旗扎萨克冰图郡王棍楚克蘇隆逝世。丹巴达尔齐继任科尔沁左翼前旗扎萨克冰图郡王。
民国4年（1915年）5月1日，丹巴达尔齐获北洋政府授一等嘉禾章。
民国5年（1916年）8月30日，中华民国大总统黎元洪特派塔旺布鲁克扎勒、丹巴达尔齐为宣抚使，抚慰遭到巴布扎布武装劫掠的蒙民。
1917年前后，丹巴达尔齐正在担任公府翊卫副使。
1921年8月7日，丹巴达尔齐获将军府授“拱威将军”。後投靠奉系張作霖，1928年將家搬到奉天城（今瀋陽市）。
1929年，因患“精神分裂症”卸任札萨克，1945年去世。

## 子女
他有一子名单绍臣，十岁时夭亡。还有二女。